# Zohran Mamdani
Zohran Kwame Mamdani (Campala, 18 de outubro de 1991) é um político estadunidense que atua como membro da Assembleia do Estado de Nova Iorque pelo 36º distrito, com sede no Queens, desde 2021. É membro do Partido Democrata e dos Socialistas Democráticos da América. Ele é o candidato democrata à prefeitura da cidade de Nova Iorque nas eleições de 2025.

## Origens e educação
Zohran Kwame Mamdani nasceu em 18 de outubro de 1991 em Campala, capital da Uganda.  Seu pai, Mahmood Mamdani, indiano de ascendência xiita guzerate, é professor de estudos pós-coloniais na Universidade Columbia. Sua mãe, Mira Nair, é uma cineasta indo-americana de ascendência hindu panjabi e vencedora do prêmio Padma Bhushan. Seu nome do meio, Kwame, foi dado por seu pai em homenagem a Kwame Nkrumah, o primeiro presidente de Gana.
Quando Mamdani tinha cinco anos de idade, ele e sua família se mudaram para a Cidade do Cabo, na África do Sul, onde frequentou a St. George's Grammar School enquanto seu pai trabalhava na Universidade da Cidade do Cabo. Aos sete anos, se mudou novamente com sua família, desta vez para Nova Iorque, morando no Upper West Side de Manhattan. Nos Estados Unidos, ele terminou o ensino primário na Bank Street School for Children e cursou o ensino secundário na Bronx High School of Science. Posteriormente, Mamdani estudou no Bowdoin College, no Maine, onde foi cofundador do núcleo local da organização estudantil Students for Justice in Palestine (SJP) e se formou em 2014 com o título de bacharel em estudos africanos.

## Carreira
Trabalhou como conselheiro habitacional e músico de hip-hop antes de ingressar na política. Ele foi eleito pela primeira vez para a Assembleia do Estado de Nova York em 2020, após derrotar Aravella Simotas, que ocupava o cargo há quatro mandatos, e desde então foi reeleito sem oposição.
Em 2024, Mamdani anunciou sua candidatura à prefeitura da cidade de Nova York para a eleição de 2025. Sua plataforma de campanha inclui apoio a ônibus urbanos gratuitos, creches públicas, supermercados de propriedade da cidade, congelamento de aluguéis em unidades com aluguel estabilizado e construção de moradias sociais acessíveis. Ele é um crítico de Israel. Durante a campanha primária democrata, Mamdani recebeu vários apoios de políticos progressistas proeminentes, incluindo Bernie Sanders e Alexandria Ocasio-Cortez. Na eleição primária de 24 de junho de 2025, Mamdani tornou-se o provável candidato democrata após a concessão de Andrew Cuomo.